# Kees Akerboom Sr
Kees Akerboom Sr, né le 8 avril 1952, à Haarlem, aux Pays-Bas, est un ancien joueur néerlandais de basket-ball. Il évolue durant sa carrière au poste d'ailier fort. Il est le père de Kees Akerboom Jr.

## Palmarès
- Champion des Pays-Bas 1979, 1980, 1981, 1983, 1984, 1985, 1986, 1987, 1988
- Coupe des Pays-Bas 1970, 1971
- MVP du championnat des Pays-Bas 1980, 1981, 1985
- Meilleur marqueur du championnat d'Europe 1977